# Ambientação
A ambientação (ou pano de fundo) é a localização temporal e geográfica dentro de uma narrativa, seja não ficcional ou ficcional. Pode ser descrita como o lugar carregado de características socioeconômicas, morais e psicológicas onde vivem as personagens. A ambientação é um elemento literário e indica o cenário principal e o humor para uma história. A ambientação pode ser referida como mundo da história ou ambiente social para incluir um contexto (especialmente da sociedade) além do entorno imediato da história. Elementos de ambientação podem incluir cultura, período histórico, geografia e hora. Junto com o enredo, personagem, tema e estilo, a ambientação é considerada um dos componentes fundamentais da ficção.

## Função
A ambientação pode se referir ao meio social em que os eventos de um romance ocorrem. Os elementos da ambientação da história incluem a passagem do tempo, que pode ser estático em algumas histórias ou dinâmico em outras com, por exemplo, mudanças de estação.
Uma ambientação pode assumir três formas básicas. Uma é o mundo natural, ou em um lugar externo. Nesse cenário, as paisagens naturais do mundo desempenham um papel importante em uma narrativa, juntamente com os seres vivos e diferentes épocas de condições climáticas e estações do ano. A segunda forma existe como o pano de fundo cultural e histórico no qual a narrativa reside. Eventos passados que impactaram a formação cultural de personagens ou locais são significativos dessa maneira. A terceira forma de cenário é um lugar público ou privado que foi criado/mantido e/ou habitado por pessoas. Exemplos disso incluem uma casa, um parque, uma rua, uma escola, etc.

## Tipos
A ambientação pode assumir várias formas:
- História alternativa
- Cenário de campanha
- Distopia
- Mundo de fantasia
- País fictício
- Lugar fictício
- História futura
- Universo paralelo
- Realidade simulada
- Utopia
- Realidade virtual

## Notes
1. ↑  GANCHO, Cândida Vilares (2014). Como Analisar Narrativas. São Paulo: Ática. p. 27
2. ↑  Truby (2007, p. 145)
3. ↑  Obstfeld (2002, pp. 1,65,115,171)
4. ↑  Lodge (1992, pp. 58–60)
5. ↑  Levin (1992, pp. 110–112)
6. ↑  Roberts & Zweig (2014, pp. 238–239)